# Jupp Derwall
Jupp Derwall, właśc. Josef Derwall (ur. 10 marca 1927 w Würselen zm. 26 czerwca 2007 w St. Ingbert) – niemiecki piłkarz występujący na pozycji napastnika oraz trener piłkarski. 
W swojej karierze grał w takich klubach jak BV Cloppenburg, Rhenania Würselen, Alemannia Aachen, Fortuna Düsseldorf, FC Biel-Bienne i FC Schaffhausen. 
Był asystentem Helmuta Schöna podczas Mistrzostw Świata w 1978. W latach 1978–1984 selekcjoner reprezentacji Niemiec. Jako pierwszy trener doprowadził reprezentację Niemiec do mistrzostwa Europy w roku 1980 i finału mistrzostw świata w roku 1982. Odszedł ze stanowiska po fatalnym występie (odpadnięcie w I rundzie) w Euro 84.